# Tydzień kawalerski
Tydzień kawalerski – amerykańska komedia z 2006 roku.

## Obsada
- Edward Burns – Paulie
- Heather Burns – Jules
- John Leguizamo – TC
- Matthew Lillard – Dez Howard
- Donal Logue – Jimbo
- Jay Mohr – kuzyn Mike Sullivan
- Brittany Murphy – Sue
- Shari Albert – Tina Howard
- Jessica Capshaw – Jen
- Spencer Fox – Mały Jack
- Amy Leonard – Crystal
- Arthur J. Nascarella – Pan B
- John F. O’Donohue – Pops
- Joe Pistone – Top Cat
- John Russo – Mały Matt

## Fabuła
Paulie jest młodym pisarzem, który za tydzień ma wziąć ślub z Sue. Jest ona w piątym miesiącu ciąży. Paulie kocha ją, ale boi się ojcostwa i nie jest pewien, czy jest gotowy do założenia rodziny. Przybywają jego czterej drużbowie - dawno nie widziani kumple. Jego brat Jimbo dystansuje się od całej sprawy i skrywa pewną tajemnicę, która może spowodować rozpad jego małżeństwa. Kuzyn Mike choć ma już 33 lata nadal mieszka z rodzicami. Ich przyjaciel Dez choć ma dwóch synów, nadal zachowuje się jak nastolatek. I czwarty z nich TC, który przyjechał do miasta po 8 latach. Wtedy uciekł z domu, bo nie potrafił się przyznać, że jest gejem. Cała czwórka będzie chciała przekonać Pauliego do ożenku i przy okazji poukładają swoje pokręcone drogi życiowe.